# Montagny-en-Vexin
Montagny-en-Vexin [mɔ̃taɲi ɑ̃ vɛksɛ̃] ist eine französische Gemeinde mit 676 Einwohnern (Stand 1. Januar 2022) im Département Oise in der Region Hauts-de-France. Sie gehört zum Arrondissement Beauvais, zur Communauté de communes du Vexin Thelle und zum Kanton Chaumont-en-Vexin.

## Geographie
Die Gemeinde Montagny-en-Vexin liegt in der Landschaft Vexin français an der Grenze zum Département Val-d’Oise, zehn Kilometer südlich von Gisors. Zu Montagny gehören die Gemeindeteile La Maladrerie und Les Fermettes. Der Bach Cudron entspringt an der Grenze zur Gemeinde Montjavoult.

## Toponymie und Geschichte
Der Gemeindename leitet sich vom lateinischen Montaniacum ab. Das Schloss wurde in den Kriegen der Heiligen Liga zerstört. Im Jahr 1788 wurde Montagny von Montjavoult abgetrennt.

## Einwohner
| Jahr                       | 1962 | 1968 | 1975 | 1982 | 1990 | 1999 | 2006 | 2012 | 2021 |
| -------------------------- | ---- | ---- | ---- | ---- | ---- | ---- | ---- | ---- | ---- |
| Einwohner                  | 170  | 162  | 242  | 376  | 528  | 554  | 528  | 640  | 680  |
| Quellen: Cassini und INSEE |      |      |      |      |      |      |      |      |      |

## Sehenswürdigkeiten
- Kirche Saint-Jacques-Saint-Christophe[1]
- Calvaire auf der Place de la Mairie

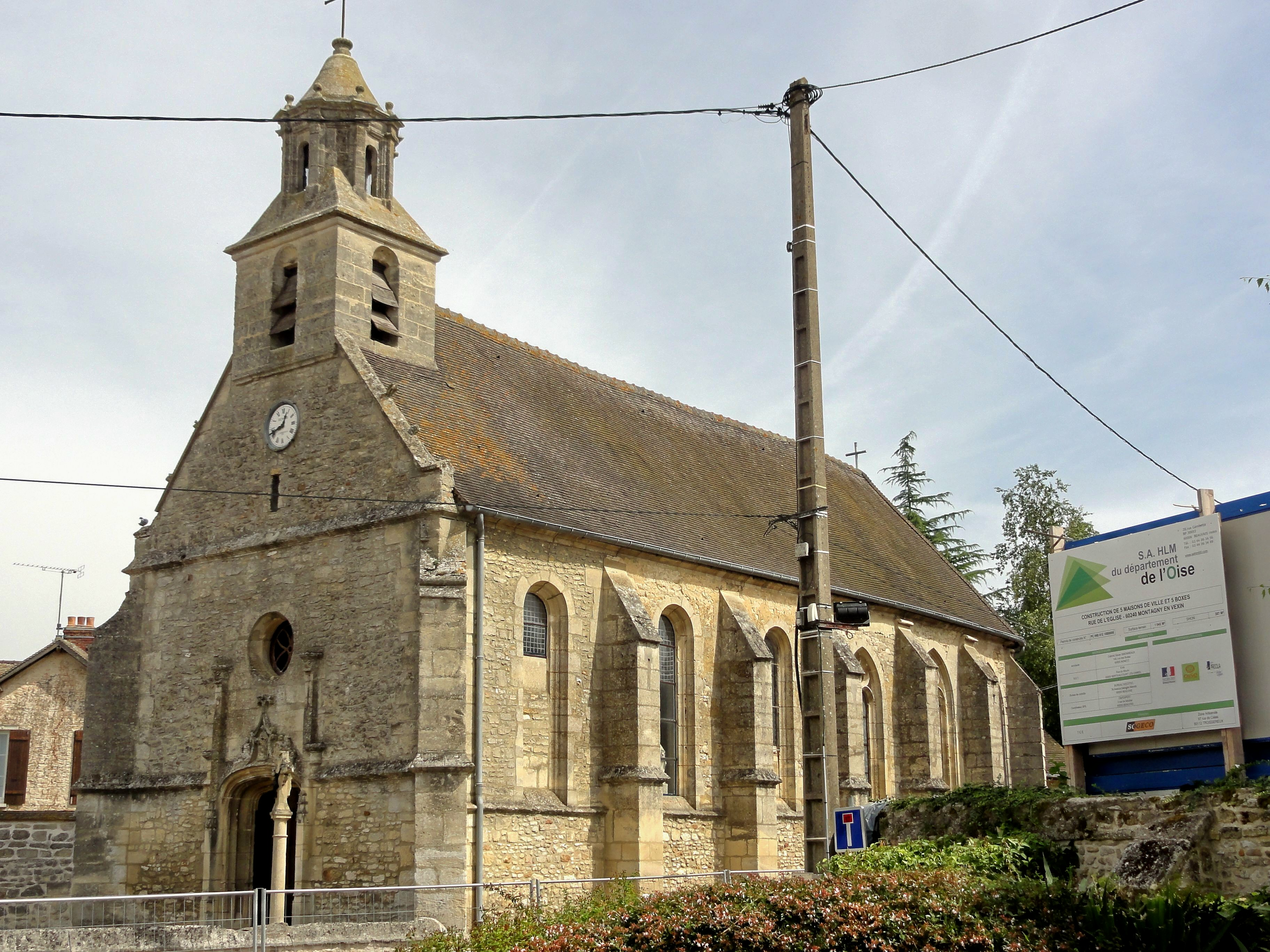
Kirche Saint-Jacques-Saint-Christophe
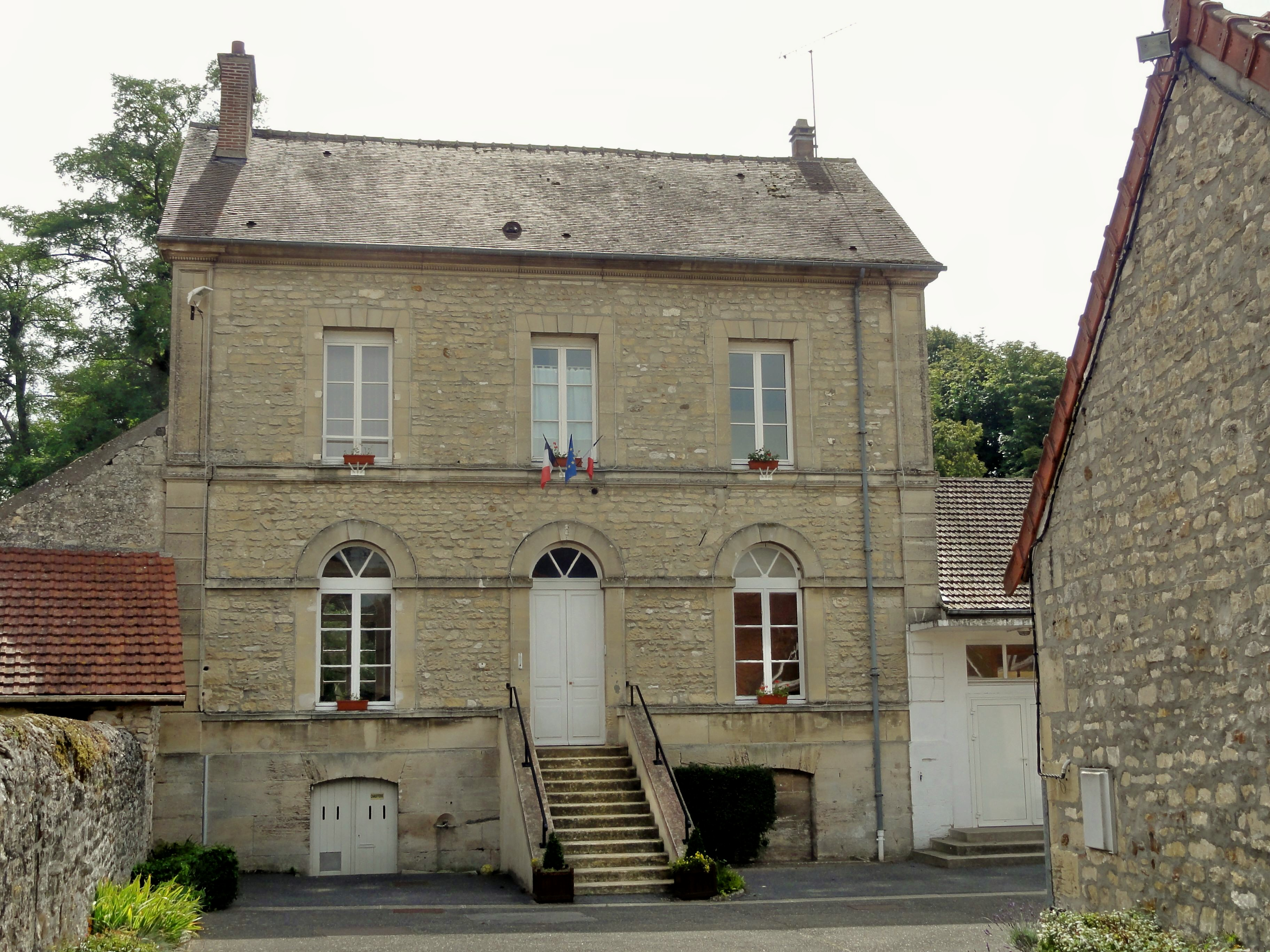
Mairie (Rathaus)
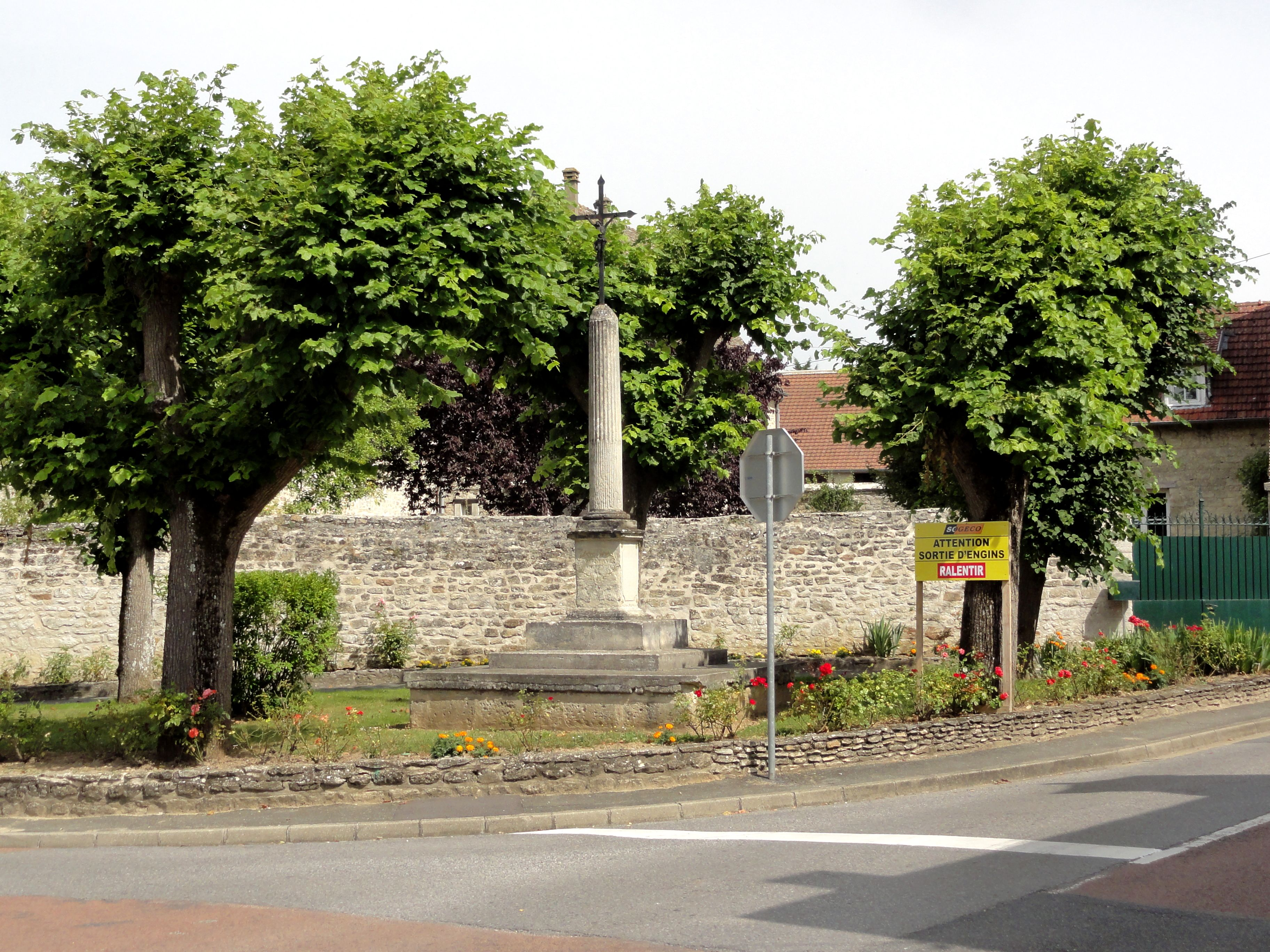
Calvaire
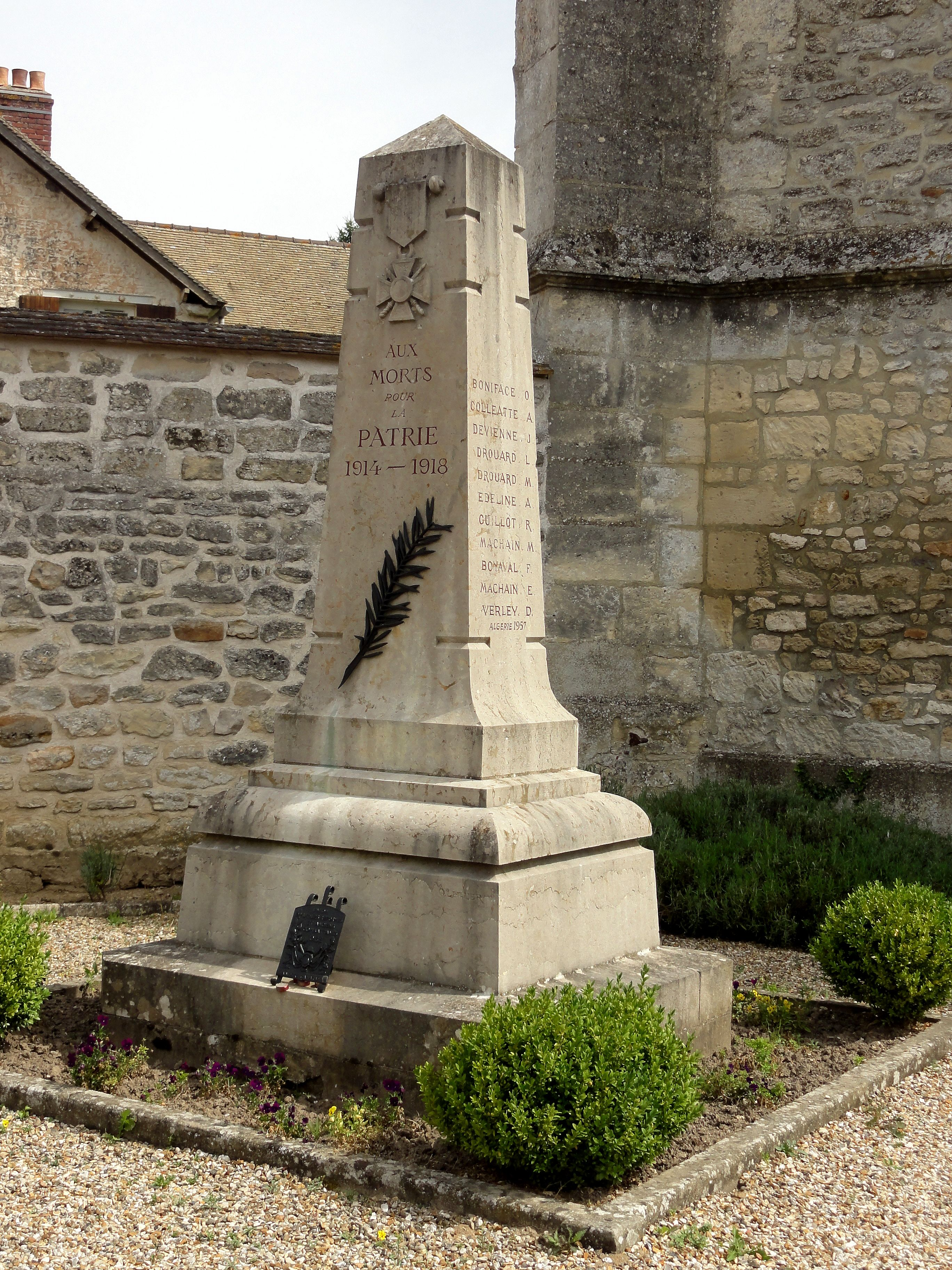
Gefallenendenkmal

## Wirtschaft
Im Gewerbegebiet Zone industrielle de la Molière haben sich verschiedene Unternehmen angesiedelt.